# 페터 콜
페터 콜(독일어: Peter Kohl, 1965년 8월 28일 ~ )은 스위스에서 살고 있는 독일 사업가이자 작가이다. 그는 독일 전 총리인 헬무트 콜과 하넬로레 콜의 아들이자 발터 콜의 동생이다.
그는 루트비히스하펜오거하임에 있는 가정집에서 자랐다. 콜은 루트비히스하펜에 있는 발도르프 학교와 만하임에 있는 강 건너에 있는 리셀로트 체육관 (중등학교)을 다녔다. 그는 또한 영국과 프랑스 아미앵에 있는 예수회 리세 라 프로비던스에서 교육을 받았다. 그는 예비역 장교이고 현재 낙하산 연대인 263대에서 2년간 복무했다. 그는 매사추세츠 공과대학교에서 경제학 학사 학위를 받았고 비엔나 대학에서 경제학 석사 학위를 받았다.
런던 크레디트 스위스에서 투자 은행가로 8년간 일했고, 살로몬 브라더스에서 기업 금융 및 자본 시장에서 일한 후, 그는 독립적인 기업 금융 자문 및 펀드 관리 회사를 공동 설립했다. 2003년 1년간의 안식 기간 동안 그는 캠브리지 대학에서 생명과학 엔터프라이즈 석사 과정을 읽으면서 생명공학을 공부했다. 캠브리지에 있는 동안 그는 공동으로 생명공학 회사를 설립하고 성장했으며, 후에 성공적으로 퇴사했다. 그는 런던에서 17년간 살아왔다.
그의 관심사는 신생 벤처, 기술 및 고정 수입 기회이며 주식형 펀드와 헤지펀드를 운영하고 있다. 그는 항공광이며 PPL, 멀티엔진, IFR 등급의 조종사였다.
2001년 5월, 그는 오랜 여자친구인 튀르키예 태생의 은행가 엘리프 쇠젠과 결혼했는데, 엘리프 쇠젠은 둘 다 MIT 대학원생일 때 보스턴에서 만난 적이 있다. 그녀는 금속회사 칼립 마키나 사나이이의 사장으로 이스탄불 출신의 부유한 기업가 케말 쇠젠의 딸이다. 콜의 아내는 이전에 런던에서 골드만 삭스와 JP 모건과 함께 일했다. 그들의 결혼 당시, 그들은 이미 10년 넘게 함께 살았는데, 그 중 8명은 런던에서, 가장 최근에는 첼시에서 살았다. 그녀는 독일어를 포함하여 6개 국어를 구사한다. 행사의 다문화적 성격을 반영하듯, 이스탄불에서의 축하 행사는 3일간 지속되었고, 로마 가톨릭 결혼, 이슬람 결혼, 터키 시민 결혼 등 3개의 결혼식이 포함되었다. 영자 신문은 콜 수상이 튀르키예를 유럽연합에 인정하는 것에 반대하는 것을 언급하면서, "페터 콜과 엘리프 쇠젠의 결혼은 인종에 대한 독일인들의 태도를 변화시킬 잠재력을 가지고 있었다"고 흥분하여 주장했다.
그들 사이에는 2002년에 태어난 딸 레일라가 있다. 그들은 튀르키어를 배우기 위해 튀르키예에서 시간을 보냈다고 2009년에 보도되었다. 헬무트 콜이 사망한 후, 레일라 쇠젠 콜은 삼촌 발터 콜, 사촌 요하네스 포크만과 함께 루트비히스하펜에 있는 할아버지의 집을 방문했지만, 헬무트 콜의 두 번째 부인 마이케 콜리히터에 의해 집에 들어가는 것이 거절되었다.
2002년에는 2001년에 사망한 어머니의 전기를 출간해 도나 쿠자킨스키와 공동 집필했다.

### 참고 문헌
- Hannelore Kohl. Droemer, München 2002; second ed.: Knaur, München 2013, ISBN 978-3-426-78557-7.